# 스크루드라이버 (칵테일)

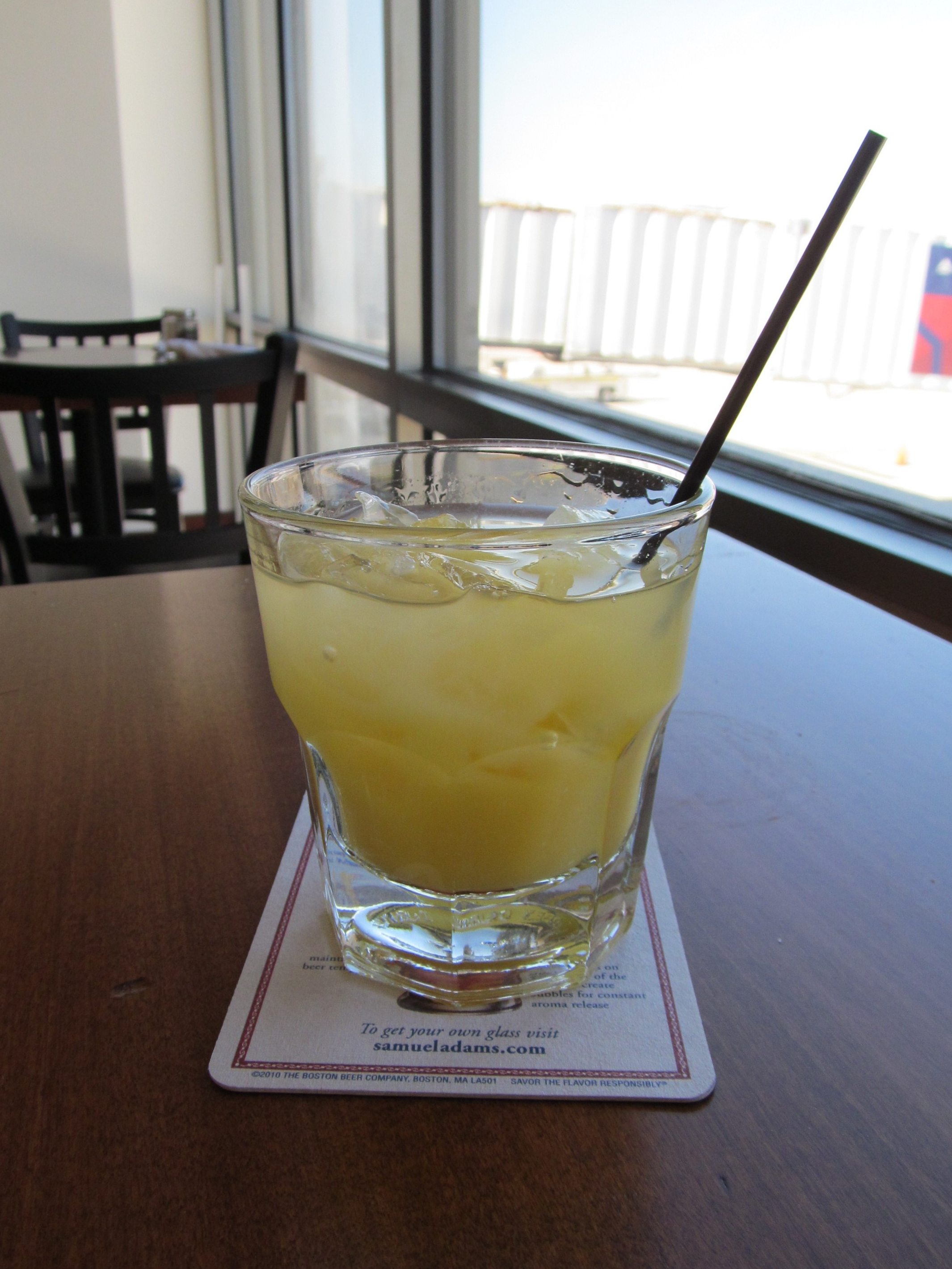

스크루드라이버(screwdriver)는 오렌지 주스와 보드카를 섞어 만든 간단하고 인기 있는 알코올 하이볼 음료이다. 영국에서는 "보드카 앤 오렌지"(vodka and orange)라고 부른다. 기본 음료는 단순히 두 가지 재료로 구성되어 있지만 다양한 변형이 있다. 많은 변형은 세계 각지에서 다른 이름을 가지고 있다.

## 역사
이 음료는 제2차 세계 대전 중에 중국과 터키에 거주하던 미국인들이 중성 증류주에 오렌지 주스를 섞은 것에서 유래되었다. "스크루드라이버"라는 이름의 유래는 덜 명확하지만 이름은 1943년과 1944년에 터키 앙카라에서 나타났고 나중에는 이스탄불에서도 나타났다. 1/3의 보드카와 2/3의 진을 섞은 것과 같은 변형 레시피가 터키에서 1948년에 등장했으며 스크루드라이버라고도 불리며, 진, 코냑, 비터 및 기타 재료를 오렌지 주스와 보드카에 추가하는 또 다른 레시피도 있다. 이름에 대한 근거는 없지만 인기 있는 이야기는 미국인들이 숟가락이 없어서 대신 드라이버를 휘젓는 막대로 사용했다는 것이다. 또 다른 알려지지 않은 이야기는 미국의 자동차 노동자들이 근무를 시작하기 전에 아침 식사 오렌지 주스에 보드카를 붓고 드라이버를 사용하여 유리잔을 휘저었기 때문에 드라이버라는 이름이 붙었다는 것이다.
1950년 중반부터 보드카는 미국에서 급속도로 인기를 얻었고, 드라이버와 같은 혼합 음료도 함께 인기를 끌었다. 1950년대와 1960년대에 스미노프와 같은 보드카 브랜드의 광고 캠페인을 통해 드라이버가 보드카 인기 상품으로 확고히 자리 잡았다.